# Roumanie aux Jeux olympiques d'hiver de 2022
La Roumanie participe aux Jeux olympiques d'hiver de 2022 à Pékin en Chine du 4 au 20 février 2018. Il s'agit de sa vingt-deuxième participation à des Jeux d'hiver.

## Participation
Aux Jeux olympiques d'hiver de 2022, les athlètes de l'équipe de Roumanie participent aux épreuves suivantes : 
| Sport               | Hommes | Femmes | Total |
| ------------------- | ------ | ------ | ----- |
| Biathlon            | 1      | 1      | 2     |
| Bobsleigh           | 4      | 2      | 6     |
| Luge                | 3      | 1      | 4     |
| Patinage de vitesse | 0      | 1      | 1     |
| Saut à ski          | 2      | 1      | 3     |
| Ski alpin           | 1      | 1      | 2     |
| Ski de fond         | 2      | 1      | 3     |
| Total               | 13     | 8      | 21    |

## Résultats

### Biathlon
| Athlète         | Épreuve           | Temps         | Pénalité    | Rang |
| --------------- | ----------------- | ------------- | ----------- | ---- |
| George Colțea   | Sprint hommes     | 27 min 54 s 7 | 2 (1+1)     | 89e  |
| Natalia Ushkina | Individuel femmes | 51 min 4 s 1  | 2 (0+1+1+0) | 56e  |
| Natalia Ushkina | Sprint femmes     | 24 min 14 s 3 | 2 (1+1)     | 71e  |

### Bobsleigh
| Athlètes * : pilote                                    | Épreuve      | Course 1 | Course 1 | Course 2     | Course 2 | Course 3     | Course 3 | Course 4     | Course 4 | Total         | Total |
| Athlètes * : pilote                                    | Épreuve      | Temps    | Rang     | Temps        | Rang     | Temps        | Rang     | Temps        | Rang     | Temps         | Rang  |
| ------------------------------------------------------ | ------------ | -------- | -------- | ------------ | -------- | ------------ | -------- | ------------ | -------- | ------------- | ----- |
| Mihai Tentea* Ciprian Daroczi                          | Bob à deux   | 59 s 83  | 12e      | 1 min 0 s 46 | 22e      | 1 min 0 s 19 | 15e      | 1 min 0 s 28 | 16e      | 4 min 0 s 76  | 16e   |
| Mihai Tentea* Raul Dobre Ciprian Daroczi Cristian Radu | Bob à quatre | 58 s 87  | 10e      | 59 s 55      | 13e      | 59 s 30      | 14e      | 59 s 93      | 18e      | 3 min 57 s 65 | 13e   |

| Athlètes * : pilote           | Épreuve    | Course 1     | Course 1 | Course 2     | Course 2 | Course 3     | Course 3 | Course 4     | Course 4 | Total         | Total |
| Athlètes * : pilote           | Épreuve    | Temps        | Rang     | Temps        | Rang     | Temps        | Rang     | Temps        | Rang     | Temps         | Rang  |
| ----------------------------- | ---------- | ------------ | -------- | ------------ | -------- | ------------ | -------- | ------------ | -------- | ------------- | ----- |
| Andreea Grecu                 | Monobob    | 1 min 5 s 56 | 11e      | 1 min 5 s 71 | 8e       | 1 min 6 s 46 | 15e      | 1 min 6 s 26 | 10e      | 4 min 23 s 99 | 12e   |
| Andreea Grecu* Katharina Wick | Bob à deux | 1 min 1 s 82 | 9e       | 1 min 2 s 47 | 20e      | 1 min 2 s 25 | 16e      | 1 min 2 s 44 | 18e      | 4 min 8 s 98  | 18e   |

### Luge
| Athlètes                                                       | Épreuve          | Course 1      | Course 1 | Course 2      | Course 2 | Course 3      | Course 3    | Course 4    | Course 4    | Total          | Total   |
| Athlètes                                                       | Épreuve          | Temps         | Rang     | Temps         | Rang     | Temps         | Rang        | Temps       | Rang        | Temps          | Rang    |
| -------------------------------------------------------------- | ---------------- | ------------- | -------- | ------------- | -------- | ------------- | ----------- | ----------- | ----------- | -------------- | ------- |
| Raluca Strămăturaru                                            | Monoplace femmes | 1 min 1 s 357 | 31e      | 1 min 0 s 305 | 27e      | Abandon       | Abandon     | Abandon     | Abandon     | Abandon        | Abandon |
| Valentin Cretu                                                 | Monoplace hommes | 58 s 349      | 20e      | 58 s 362      | 15e      | 1 min 2 s 223 | 24e         | Éliminé     | Éliminé     | 2 min 58 s 934 | 29e     |
| Vasile Gîtlan Darius Şerban                                    | Biplace (hommes) | 59 s 694      | 13e      | 1 min 0 s 243 | 16e      | Non disputé   | Non disputé | Non disputé | Non disputé | 1 min 59 s 937 | 14e     |
| Valentin Cretu Raluca Strămăturaru Vasile Gîtlan Darius Şerban | Relais mixte     | 1 min 1 s 402 | 9e       | 1 min 2 s 743 | 10e      | 1 min 3 s 547 | 10e         | Non disputé | Non disputé | 3 min 7 s 692  | 9e      |

### Patinage de vitesse
| Athlète       | 500 mètres | 500 mètres |               | 1 000 mètres | 1 000 mètres |
| Athlète       | Temps      | Rang       | Temps         | Rang         |              |
| ------------- | ---------- | ---------- | ------------- | ------------ | ------------ |
| Mihaela Hogaş | 39 s 45    | 29e        | 1 min 19 s 33 | 29e          |              |

### Saut à ski
| Athlète            | Épreuve                   | Qualification | Qualification | Qualification | Finale   | Finale   | Finale   | Finale   | Finale  | Finale  | Finale  | Finale  |
| Athlète            | Épreuve                   | Qualification | Qualification | Qualification | 1er saut | 1er saut | 1er saut | 2e saut  | 2e saut | 2e saut | Total   | Total   |
| Athlète            | Épreuve                   | Distance      | Points        | Rang          | Distance | Points   | Rang     | Distance | Points  | Rang    | Points  | Rang    |
| ------------------ | ------------------------- | ------------- | ------------- | ------------- | -------- | -------- | -------- | -------- | ------- | ------- | ------- | ------- |
| Daniel Cacina      | Hommes (tremplin normal), | 114,0 m       | 88,8          | 44e           | 119,0 m  | 97,8     | 46e      | Éliminé  | Éliminé | Éliminé | Éliminé | Éliminé |
| Andrei Feldorean   | Hommes (tremplin normal), | 104,5 m       | 69,0          | 52e           | Éliminé  | Éliminé  | Éliminé  | Éliminé  | Éliminé | Éliminé | Éliminé | Éliminé |
| Daniel Cacina      | Hommes (grand tremplin),  | 83,5 m        | 70,9          | 40e           | 89,5 m   | 95,8     | 48e      | Éliminé  | Éliminé | Éliminé | Éliminé | Éliminé |
| Andrei Feldorean   | Hommes (grand tremplin),  | 76,5 m        | 55,0          | 45e           | 82,0 m   | 84,3     | 50e      | Éliminé  | Éliminé | Éliminé | Éliminé | Éliminé |
| Daniela Haralambie | Femmes                    | Non disputé   | Non disputé   | Non disputé   | 88,5 m   | 93,0     | 19e      | 79,5 m   | 73,2    | 25e     | 156,2   | 25e     |

### Ski alpin
| Athlète              | Épreuve      | 1re manche    | 1re manche | 2e manche     | 2e manche | Total         | Total |
| Athlète              | Épreuve      | Temps         | Rang       | Temps         | Rang      | Temps         | Rang  |
| -------------------- | ------------ | ------------- | ---------- | ------------- | --------- | ------------- | ----- |
| Alexandru Ștefănescu | Slalom       | 1 min 1 s 72  | 39e        | 58 s 70       | 35e       | 2 min 0 s 42  | 35e   |
| Alexandru Ștefănescu | Slalom géant | 1 min 14 s 20 | 38e        | 1 min 19 s 01 | 33e       | 2 min 33 s 21 | 32e   |

| Athlète          | Épreuve      | 1re manche   | 1re manche | 2e manche     | 2e manche | Finale        | Finale   |
| Athlète          | Épreuve      | Temps        | Rang       | Temps         | Rang      | Temps         | Rang     |
| ---------------- | ------------ | ------------ | ---------- | ------------- | --------- | ------------- | -------- |
| Maria Constantin | Slalom       | Abandon      | Abandon    | Éliminée      | Éliminée  | Éliminée      | Éliminée |
| Maria Constantin | Slalom géant | 1 min 8 s 25 | 50e        | 1 min 10 s 25 | 45e       | 2 min 18 s 50 | 45e      |

### Ski de fond
| Athlète       | Épreuve                          | Classique     | Classique   | Libre         | Libre       | Total             | Total |
| Athlète       | Épreuve                          | Temps         | Rang        | Temps         | Rang        | Temps             | Rang  |
| ------------- | -------------------------------- | ------------- | ----------- | ------------- | ----------- | ----------------- | ----- |
| Paul Pepene   | Skiathlon hommes (15 km + 15 km) | 41 min 39 s 3 | 29e         | 40 min 30 s 4 | 28e         | 1 h 22 min 41 s 4 | 28e   |
| Tímea Lőrincz | 10 km classique femmes           | Non disputé   | Non disputé | Non disputé   | Non disputé | 37 min 15 s 3     | 86e   |

| Athlète               | Épreuve            | Qualification | Qualification | Quart de finale | Quart de finale | Demi-finale   | Demi-finale | Finale   | Finale   |
| Athlète               | Épreuve            | Temps         | Rang          | Temps           | Rang            | Temps         | Rang        | Temps    | Rang     |
| --------------------- | ------------------ | ------------- | ------------- | --------------- | --------------- | ------------- | ----------- | -------- | -------- |
| Raul Popa             | Individuel hommes  | 2 min 59 s 85 | 47e           | Éliminé         | Éliminé         | Éliminé       | Éliminé     | Éliminé  | Éliminé  |
| Paul Pepene Raul Popa | Par équipes hommes | Non disputé   | Non disputé   | Non disputé     | Non disputé     | 21 min 3 s 35 | 9e          | Éliminés | 18e      |
| Tímea Lőrincz         | Individuel femmes  | 3 min 55 s 15 | 78e           | Éliminée        | Éliminée        | Éliminée      | Éliminée    | Éliminée | Éliminée |